# Saint-Pierre-de-Plesguen

Saint-Pierre-de-Plesguen este o comună în departamentul Ille-et-Vilaine, Franța. În 1 ianuarie 2018 avea o populație de 2.960 de locuitori.